# تشارلز فريديريك بيتي
تشارلز فريديريك بيتي (بالفرنسية: Frédéric Petit)‏ هو نبال فرنسي، ولد في 6 مايو 1857 في Carnières ‏ في فرنسا، وتوفي في 19 فبراير 1947 في Caudry ‏ في فرنسا.

## وصلات خارجية
- تشارلز بيتي على موقع اللجنة الأولمبية الدولية (الإنجليزية)
- تشارلز بيتي على موقع أوليمبيديا (الإنجليزية)